# Pueblo chico
Pueblo chico es una película muda argentina en blanco y negro estrenada en 1920, con la dirección de Edmo Cominetti y de Sóstenes Luis Cominetti, y los protagónicos de Augusto Zama, Sara Elena Quirós y Jaime Devesa.

## Sinopsis
Como casi todos los filmes de Edmo Cominetti, en esta, su primera película como director, presenta una importante situación social plagada de conflictos que se presentan en un pueblo. Se presentó como una producción de Chaco Film. Este filme fue rodado en sociedad con el hermano de Edmo, Sóstenes Luis Cominetti, siendo una especie de ensayo.
Cominetti, también actor y aficionado a la fotografía, recordaba que "la película resultó muy mala, un desastre, porque mi inexperiencia y falta de práctica malogró el esfuerzo, pero seguí practicando".

## Elenco
- Augusto Zama.
- Jaime Devesa.
- Sara Elena Quirós.
- Luis Jeannot.
- Edmundo Quirós.